# Глибоководні
Глибоководні (англ. Deep Ones) — вигадані істоти Міфів Ктулху, морські амфібії, що поєднують в собі риси гуманоїдів, риб і жаб. Глибоководні поклоняються Батькові Дагону, Матері Гідрі і Ктулху. Дагон і Гідра є представниками раси Ктулхі, нащадків Великого Ктулху. Крім того, вони — безпосередні покровителі Глибоководних. Глибоководні укладають угоди з людьми, і в обмін на людські жертвопринесення і можливість спарюватися з жінками дають їм рибу і золото з глибин океанів.
Вперше згадані Говардом Лавкрафтом в оповіданні «Дагон» (1917), ще на початку його творчості. Окрім Лавкрафта їх неодноразово використовував у своїх творах Август Дерлет. Подібні легендарні та фентезійні істоти - риболюди мерфолки.

## Опис
|  | … Мені здалося, що у своїй масі вони були сірувато-зеленого кольору, але з білими животами. Більшість з них блищали і здавалися слизькими, а краї їхніх спин були вкриті чимось на зразок луски. Обрисами своїми вони лише віддалено нагадували антропоїдів, тоді як голови були виразно риб'ячі, з опуклими, навіть витріщеними очима, які ніколи не закривалися. Збоку на їхніх шиях виднілися тріпочучі зябра, а між відростками довгих лап поблискували натягнуті перетинки, вони вроздріб підстрибували, відштовхуючись то двома, а то всіма чотирма кінцівками, і я якось навіть зрадів, що у них їх було всього чотири. Їх хрипкі, гавкаючі голоси, явно створені для якоїсь подібності мови, несли в собі масу страшних і похмурих відтінків, що з лишком компенсувало малу виразність їхніх морд. - Г.Ф. Лавкрафт, «Тінь над Іннсмутом» |

Глибоководні безсмертні або, принаймні, живуть дуже довго. Тим не менше, їх чисельність практично не зростає, і вони змушені спарюватися з людьми, щоб поширити свій вплив. Діти людей і глибоководних народжуються зі звичайною людською зовнішністю. Все дитинство вони зберігають нормальні риси, а в дорослому віці починають поступово трансформуватися: вуха зменшуються, очі витріщаються, зникають повіки, звужується голова, випадає волосся, на шкірі виростає луска, на шиї формуються зябра. Вони відчувають потяг до води та врешті приєднуються до свого справжнього народу, де цілком набувають амфібійних рис.

## Глибоководні Августа Дерлета
До образу Глибоководних неодноразово звертався і Август Дерлет (наприклад, в оповіданні «Рибалка з рифа Диявола»). Разом з тим, описи Глибоководних у Дерлета помітно відрізняються від лавкрафтівських: у Дерлета вони виглядають більш антропоморфними, жіночі особини мають довге волосся. Крім того, в оповіданні «Рибалка з рифа Диявола» описано перетворення на Глибоководного звичайної людини, причому ця людина зберегла свої основні риси і залишилася упізнаваною — це сильно суперечить концепції Лавкрафта.

## У масовій культурі
Глибоководні зображаються в фільмах «Дагон», «Атлантида». Аналогічні їм створіння фігурують в фільмі «Аквамен». Також Глибоководні згадуються в довіднику «Світ льоду й полум'я» за циклом Джорджа Мартіна «Пісня льоду й полум'я». Ці істоти виступають ворогами у відеоіграх Call of Cthulhu: Dark Corners of the Earth, Darkest Dungeon, Shoggoth Rising, настільних іграх Arkham Horror, Eldritch Horror, Trail of Cthulhu.